# Michael Schloesser
Mike Schloesser (Heerlen, 15 gennaio 1994) è un arciere olandese.

## Palmarès
- Mondiali

Belek 2013: oro nel compound;
Yankton 2021: argento nel compound.
- Giochi europei

Minsk 2019: oro nel compound e argento nel compound a squadre misto.